# New Morning (piosenka)
New Morning – piosenka skomponowana przez Boba Dylana, nagrana przez niego w czerwcu 1970 r. i wydana na albumie New Morning w październiku 1970 r.

## Historia i charakter utworu
Piosenka ta została nagrana na 6 sesji w Columbia Studio E 4 czerwca. Oprócz niej nagrał Dylan wtedy jeszcze: "Three Angels", "Bring Me Water", "Tomorrow Is a Long Time" i "Big Yellow Taxi".
Jest to najbardziej optymista piosenka albumu, w całkowitej zgodności z tytułem. Dylan śpiewając wyraża afirmację miłości, muzyki i muzy. Jak sugeruje Trager, "ranek" (ang. morning) jest tu być może użyty w metaforycznym sensie, jako odrodzenie – dzięki zerwaniu z poprzednim życiem gwiazdy i powrotem do bliskich koleżeńskich relacji w artystycznej wspólnocie w jakiej żył od końca 1966 r. w Woodstock.
Dylan rozpoczął wykonywać ten utwór w 1991 r., jednak piosenka ta uległa wielu poważnym zmianom, zarówno muzycznym, tekstowym jak i aranżacyjnym.

## Muzycy
- Bob Dylan – pianino, gitara, harmonijka, wokal

sesja szósta
- Al Kooper – gitara, pianino, wokal
- Charlie Daniels – gitara basowa
- Ron Cornelius – gitara
- Russ Kunkel – perkusja
- Hilda Harris – chórki
- Albertine Robinson – chórki
- Maeretha Stewart – chórki

## Wykonania piosenki przez innych artystów
- Michael Henry Martin – Real & Funky (1971)
- Grease Band – Amazing Grease (1975)
- Lisa Loeb/Elizabeth Mitchell – Catch the Moon (2003)